# Ben Paterson

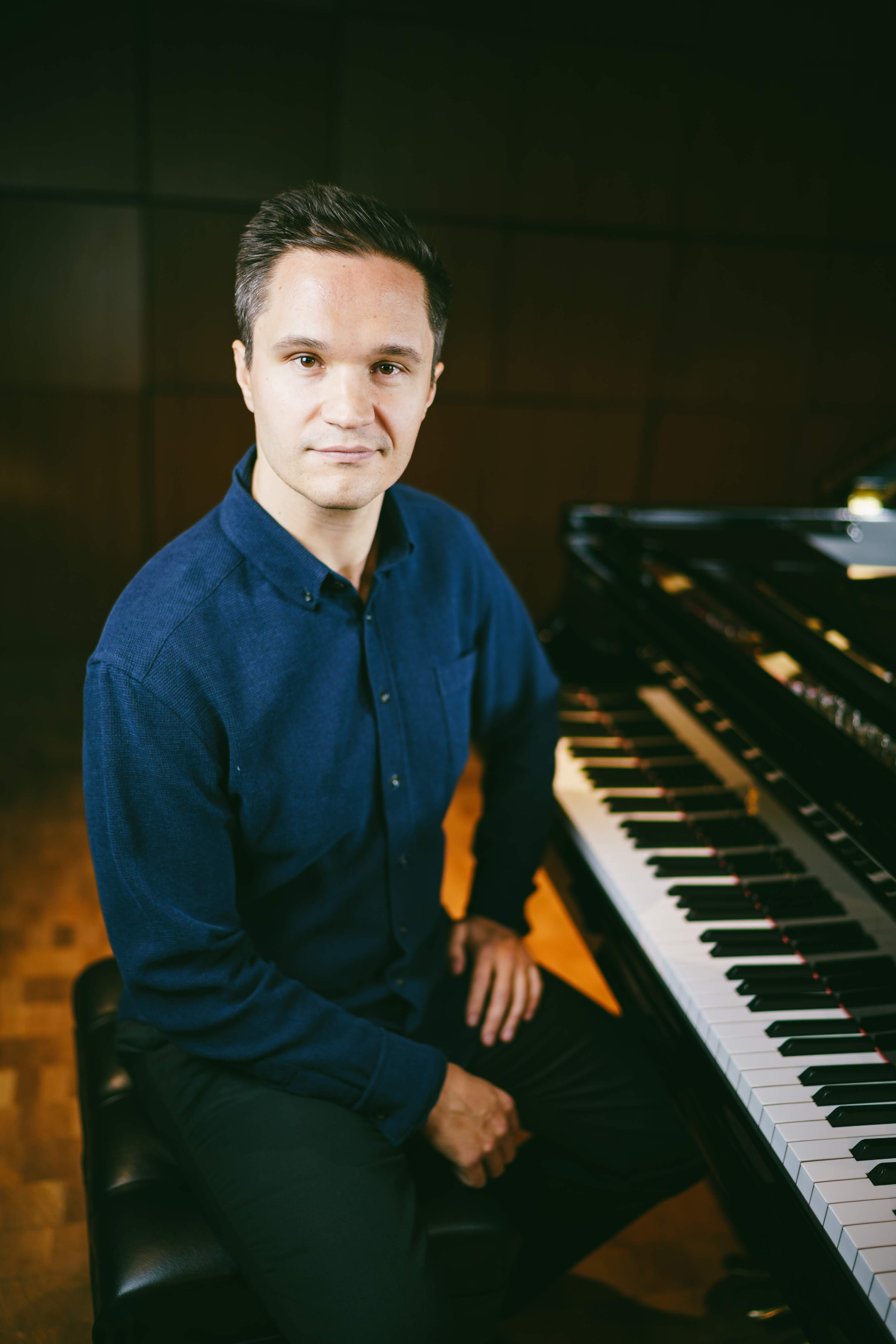
Ben Paterson (2019)

Ben Paterson (* 23. Juni 1982 in Philadelphia) ist ein amerikanischer Jazzmusiker (Piano, Orgel, Komposition).

## Wirken
Paterson erhielt klassischen Klavierunterricht, aber auch Unterweisung auf dem Jazzpiano und machte seinen Abschluss an der Settlement Music School in Philadelphia. Anschließend zog er 2004 nach Chicago, um an der University of Chicago zu studieren.
Ab 2005 begann Paterson als Pianist für Von Freeman zu arbeiten. Sie traten bis zu Freemans Tod im August 2012 regelmäßig auf. Im selben Jahr zog Paterson nach New York City.
Paterson leitete eigene Gruppen, mit denen er mehrere Alben einspielte, die bei der Kritik gut ankamen, und arbeitete mit Bobby Broom, Johnny O’Neal, Red Holloway, Eldee Young und Jerry Weldo. Zudem trat er als Vorgruppe von B. B. King, Buddy Guy und Steely Dan auf, etwa beim Festival International de Jazz de Montréal 2010. Unter seinem eigenen Namen ist er beim Chicago Jazz Festival sowohl als Solopianist als auch mit seinem Organ Quartet aufgetreten. Er tourte zudem in Frankreich, China, der Schweiz, Mexiko, Schweden und Taiwan und begleitete Samara Joy (Linger Awhile).

## Preise und Auszeichnungen
Paterson war 2018 der Gewinner der Ellis Marsalis Jazz Piano Competition.

## Diskographische Hinweise
- Breathing Space (OA2, 2007)
- Blues for Oscar (Meetinghouse Records, 2012)
- Essential Elements (Maxjazz, 2013, mit Joshua Ramos, Jon Deitemyer)
- For Once in My Life (Origin, 2015, mit Peter Bernstein, George Fludas)[5]
- Live at Van Gelder’s (Cellar Live, 2018, mit Ed Cherry, Jason Tiemann)[3]
- That Old Feeling (Cellar Live, 2018, mit Chris Flory, George Delancey)
- Daniele Cordisco, Ben Paterson, Elio Coppola: Only for the Moment (Tosky 2019)
- I’ll Be Thanking Santa (Meetinghouse Records, 2019)